# Перстач індійський
Перстач індійський, або дюшенея (лат. Potentilla indica) — трав'яниста рослина з роду перстач родини розових, зовні нагадують листям та плодами суницю. Хоча у багатьох довідниках рослину відносять до роду Duchesnea (наприклад, на сайті Germplasm Resources Information Network), генетичні дослідження показують, що рослину правильніше відносити саме до роду перстач (Potentilla). Рослину можна відрізнити за жовтим квітами (у справжньої суниці — білі або світло-рожеві).

## Поширення
У дикому вигляді росте у Східній та Південній Азії, проте рослину було завезено у багато інших країн як декоративну рослину. У ряді регіонів здичавіла та стала бур'яном.
Повідомляють про знахідки цієї рослини в дикому стані в лісах на околицях Житомира з 1925 р. В 2019 році рослину знайдено в лісах Красилівського району на Хмельниччині[джерело?].

## Ботанічний опис

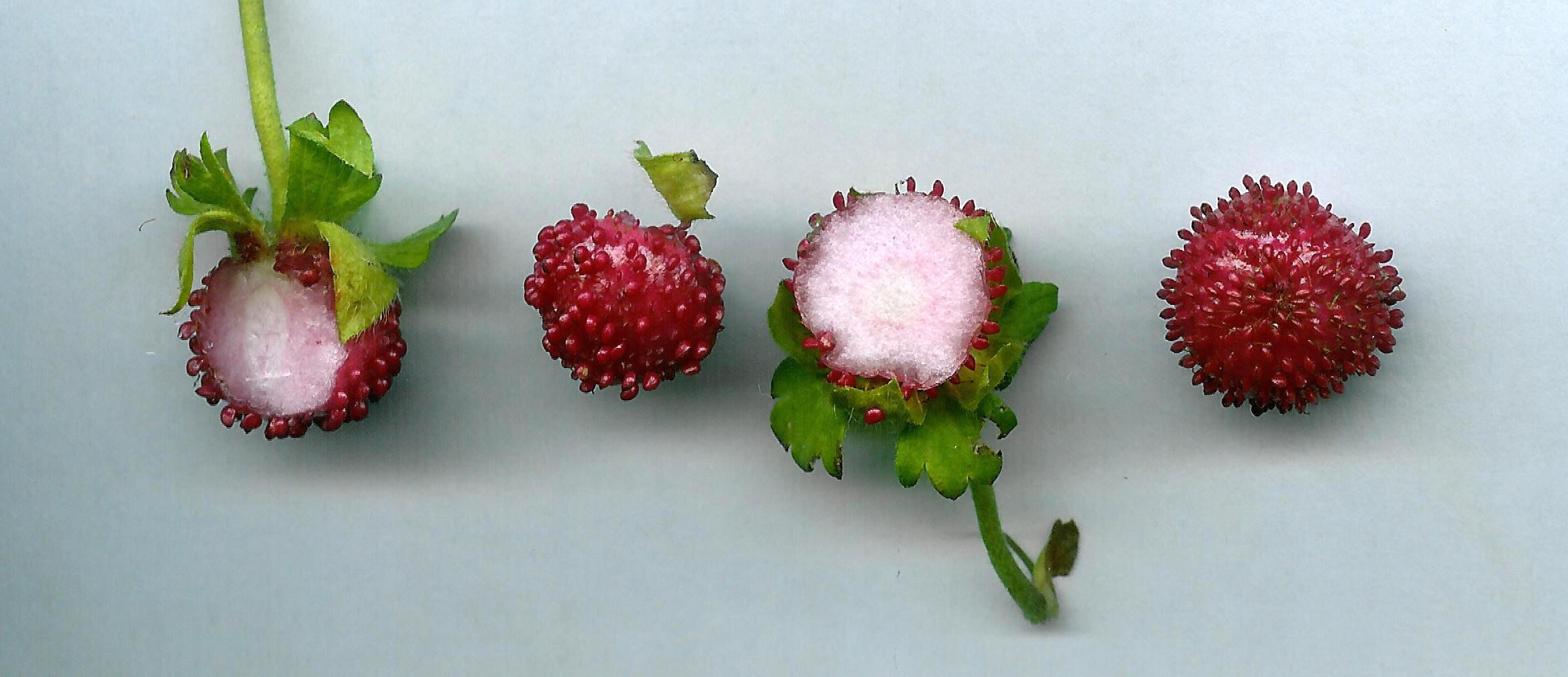
Плоди

Стебла тонкі, повзучі, укорінюються у вузлах, 30-90 см завдовжки.
Листки — тридольні, з легкими прожилками знизу, темно-зелені, на довгих черешках, зібрані у прикореневу розетку. Нерідко зберігаються взимку.
Жовті квіти зав'язуються в середині весни, та потім нерегулярно у період росту.
Плоди — білі або червоні, повністю покриті червоним насінням, дуже схожі на суниці. Плоди їстівні, але без смаку.

## Використання
Плоди вживають сирими, вважаються не надто смачними. Листки можна вживати вареним. 
Вся рослина є антикоагулянтом, антисептиком, депуративом і жарознижувальним засобом. Застосовується при лікуванні фурункулів і абсцесів, мокнучої екземи, стригучого лишаю, стоматиту, ларингіту, гострого тонзиліту, укусів змій і комах, травматичних ушкоджень. Відвар листя використовують для лікування набряків. Настій квіток використовують для активізації кровообігу. Плід використовують для лікування шкірних захворювань.
Декоративна рослина для оформлення скельних садків та схилів. Придатна для вирощування як кімнатна рослина. Це хороша ґрунтопокривна рослина. Гарне укриття для цибулинних рослин.